# 瑞秋·道斯
瑞秋·道斯（英語：Rachel Dawes）是系列電影《黑暗騎士三部曲》中的虛構角色，在《蝙蝠俠：開戰時刻》初登場時由凱蒂·荷姆斯飾演，至《黑暗騎士》時改由瑪姬·葛倫霍飾演。
在電影中她是布魯斯·韋恩青梅竹馬的童年玩伴，也是少數真正認識他的人之一。

## 生平

### 蝙蝠俠：開戰時刻
由於瑞秋·道斯的母親是韋恩莊園的傭人，所以瑞秋童年時就跟布魯斯·韋恩成為最親密的玩伴，兩人經常在莊園內玩耍。當布魯斯的雙親被喬·切爾謀殺後，瑞秋的母親離開了韋恩莊園，瑞秋與布魯斯自此道別。
成年後的瑞秋就讀於法學院，在高譚市地方檢察官辦公室實習。當她知道布魯斯本想殺死仇人切爾後，便責備了對方，並指出是黑幫老大卡麥·法爾康尼的犯罪集團導致高譚市經濟蕭條、使越來越多人絕望而轉向犯罪。不久後，布魯斯便離開美國；而瑞秋則成為地方檢察官助理。
數年後，布魯斯重返高譚市；瑞秋見到他一副花花公子的派頭，對其感到失望。同一時間，蒙面英雄蝙蝠俠開始出現在高譚市，從法爾康尼派來的殺手手中救出瑞秋，瑞秋對蝙蝠俠很感興趣，卻不知道那就是布魯斯。
而後由於瑞秋的上司卡爾失蹤，瑞秋必須暫時替代他的工作，她前往阿卡漢瘋人院（位於高譚市貧民窟奈何島）調查法爾康尼發瘋的原因，卻發現強納森·克萊恩博士正令人向高譚市的水管中下毒，她隨即也中了克萊恩施放的毒氣。蝙蝠俠及時趕到救出瑞秋，並用解毒劑讓瑞秋恢復正常。
瑞秋按照蝙蝠俠的指示再度來到奈何島將另一份解毒劑交給警官詹姆斯·戈登，卻發現影武者聯盟成員已將阿卡漢瘋人院的病患全數放出，並在奈何島大規模釋放毒氣，製造騷亂。在混亂中瑞秋全力保護一個走失的小男孩，克萊恩扮成「稻草人」的模樣試圖攻擊她，瑞秋用泰瑟槍打敗了對方。蝙蝠俠趕到擊敗了阿卡漢瘋人院的一批病患，最終向瑞秋暗示自己的真實身分就是布魯斯·韋恩。
電影結尾時，瑞秋來到韋恩莊園的廢墟吻了布魯斯，並表示在高譚市不需要蝙蝠俠前他們不能在一起。

### 黑暗騎士
瑞秋開始與高譚市新任地方檢察官哈維·丹特交往。在丹特舉辦一次慈善籌款晚會上，小丑帶一批手下來到，為了找出丹特而持刀威脅瑞秋，並在蝙蝠俠趕到現場時將瑞秋扔出窗外，但蝙蝠俠還是及時救下了瑞秋。
小丑在試圖謀殺市長未果後，便暗示他的下一個目標就是瑞秋。在蝙蝠俠和警察局長詹姆斯·戈登聯手逮住小丑的同時，瑞秋與丹特被綁架，兩人被各自放在充滿汽油桶和遙控爆炸物的大樓內。小丑向蝙蝠俠和戈登交出了瑞秋與丹特各自所在位置的地址，被小丑誤導的蝙蝠俠本要救瑞秋卻救到了丹特，而本要去救丹特的戈登卻來晚了，瑞秋在爆炸中喪生。
在瑞秋逝世後，韋恩莊園的管家阿福讀了此前瑞秋留給布魯斯的一封信，瑞秋在信中表示她已決意嫁給哈維·丹特。阿福最終燒掉了這封信，以避免布魯斯得知真相後的痛苦。

## 演員及設計
凱蒂·荷姆斯拒絕了在《黑暗騎士》中飾演瑞秋·道斯的機會，這個角色隨後被瑪姬·葛倫霍替代。葛倫霍形容瑞秋在某種程度上是一個「遇險的少女」，但導演克里斯多福·諾蘭設法讓瑞秋成為一個強大的角色。